# Aleksandr Pavlovskij
Aleksandr Pavlovskij (russisk: Алекса́ндр Ильи́ч Павло́вский) (født 26. maj 1947 i Odessa i Sovjetunionen, død 16. marts 2018 i Moskva i Rusland) var en sovjetisk filminstruktør og manuskriptforfatter.

## Filmografi
- Svetlaja litjnost (Светлая личность, 1988)[1][2]